# Ronde van Frankrijk 2001
De 88e editie van de Ronde van Frankrijk ging van start op 7 juli 2001 in Duinkerke en eindigde op 29 juli in Parijs.
Er stonden 189 renners verdeeld over 21 ploegen aan de start. La Grande Boucle had 21 etappes over een totaal van 3452 km. De Texaan Lance Armstrong won deze editie van de Ronde van Frankrijk. In 2012 bleek echter dat hij doping heeft gebruikt. Hierop besloot de UCI Armstrong als winnaar te schrappen. Tourdirecteur Christian Prudhomme besloot om geen nieuwe winnaar aan te wijzen. Erik Zabel won de groene trui van het puntenklassement, Laurent Jalabert was de eindwinnaar van het bergklassement.

## Etappe-overzicht
| Etappe | Parcours                             | Winnaar           | Nationaliteit    |
| ------ | ------------------------------------ | ----------------- | ---------------- |
| P      | Duinkerken (proloog)                 | Christophe Moreau | Frankrijk        |
| 1      | Sint-Omaars - Boulogne-sur-Mer       | Erik Zabel        | Duitsland        |
| 2      | Calais - Antwerpen                   | Marc Wauters      | België           |
| 3      | Antwerpen - Seraing                  | Erik Zabel        | Duitsland        |
| 4      | Hoei – Verdun                        | Laurent Jalabert  | Frankrijk        |
| 5      | Verdun - Bar-le-Duc (ploegentijdrit) | Crédit Agricole   | Frankrijk        |
| 6      | Commercy – Straatsburg               | Jaan Kirsipuu     | Estland          |
| 7      | Straatsburg - Colmar                 | Laurent Jalabert  | Frankrijk        |
| 8      | Colmar – Pontarlier                  | Erik Dekker       | Nederland        |
| 9      | Pontarlier - Aix-les-Bains           | Sergej Ivanov     | Rusland          |
| 10     | Aix-les-Bains - L'Alpe d'Huez        | Lance Armstrong   | Verenigde Staten |
| 11     | Grenoble – Chamrousse (ind. tijdrit) | Lance Armstrong   | Verenigde Staten |
| 12     | Perpignan - Ax-les-Thermes           | Félix Cárdenas    | Colombia         |
| 13     | Foix - Saint-Lary-Soulan             | Lance Armstrong   | Verenigde Staten |
| 14     | Tarbes - Luz-Ardiden                 | Roberto Laiseka   | Spanje           |
| 15     | Pau - Lavaur                         | Rik Verbrugghe    | België           |
| 16     | Castelsarrasin - Sarran              | Jens Voigt        | Duitsland        |
| 17     | Brive-la-Gaillarde - Montluçon       | Serge Baguet      | België           |
| 18     | Montluçon - Saint-Amand-Montrond     | Lance Armstrong   | Verenigde Staten |
| 19     | Orléans - Evry                       | Erik Zabel        | Duitsland        |
| 20     | Corbeil-Essonnes - Parijs            | Ján Svorada       | Tsjechië         |

## Eindklassementen
| Eindklassement      | Eindklassement            | Eindklassement | Eindklassement |
| ------------------- | ------------------------- | -------------- | -------------- |
| Algemeen klassement | Lance Armstrong           | 86h 17' 28"    |                |
| Tweede              | Jan Ullrich               | + 6' 44"       |                |
| Derde               | Joseba Beloki             | + 9' 05"       |                |
| Vierde              | Andrei Kivilev            | + 9' 53"       |                |
| Vijfde              | Igor González de Galdeano | + 13' 28"      |                |
| Zesde               | François Simon            | + 17' 22"      |                |
| Zevende             | Óscar Sevilla             | + 18' 30"      |                |
| Achtste             | Santiago Botero           | + 20' 55"      |                |
| Negende             | Marcos Serrano            | + 21' 45"      |                |
| Tiende              | Michael Boogerd           | + 22' 38"      |                |
| Rode Lantaarn       | Jimmy Casper (144e)       | + 3h 52' 17"   |                |
| Puntenklassement    | Erik Zabel                | 252 punten     |                |
| Tweede              | Stuart O'Grady            | 244 punten     |                |
| Derde               | Damien Nazon              | 169 punten     |                |
| Bergklassement      | Laurent Jalabert          | 258 punten     |                |
| Tweede              | Jan Ullrich               | 211 punten     |                |
| Derde               | Laurent Roux              | 200 punten     |                |
| Jongerenklassement  | Óscar Sevilla             | 86h 35' 58"    |                |
| Tweede              | Francisco Mancebo         | + 10' 03"      |                |
| Derde               | Jörg Jaksche              | + 47' 32"      |                |
| Ploegenklassement   | Kelme-Costa Blanca        | 259h 14' 44"   |                |
| Tweede              | ONCE - Eroski             | + 04' 59"      |                |
| Derde               | Team Deutsche Telekom     | + 41' 06"      |                |

## Belgische en Nederlandse prestaties
In totaal namen er 17 Belgen en 9 Nederlanders deel aan de Tour van 2001.
In de rit van Sint-Omaars naar Antwerpen, na een ontsnapping van 16 wielrenners trok Marc Wauters aan het langste eind. Doordat hij ook nog een goede proloog had gereden, nam hij voor één dag de gele trui.

### Belgische etappezeges
- 2e etappe Calais – Antwerpen: Marc Wauters (Bel)
- 15e etappe Pau – Lavaur: Rik Verbrugghe (Bel)
- 17e etappe Brive-la-Gaillarde – Montluçon: Serge Baguet (Bel)

### Nederlandse etappezeges
- 8e etappe Colmar – Pontarlier: Erik Dekker (Ned)

 winnaars gele trui · 
 puntenklassement · 
 bergklassement · 
 jongerenklassement · 
 tussensprintklassement · 
 combinatieklassement · 
 ploegenklassement · 
 strijdlust · 
rode lantaarn
records · meeste deelnames · ranglijst etappewinnaars · bekende beklimmingen · valpartijen · dopinggevallen · Grand Départ · Souvenir Henri Desgrange
1903 · 
1904 · 
1905 · 
1906 · 
1907 · 
1908 · 
1909 · 
1910 · 
1911 · 
1912 · 
1913 · 
1914 ·
1915 ·
1916 ·
1917 ·
1918 · 
1919 · 
1920 · 
1921 · 
1922 · 
1923 · 
1924 · 
1925 · 
1926 · 
1927 · 
1928 · 
1929 · 
1930 · 
1931 · 
1932 · 
1933 · 
1934 · 
1935 · 
1936 · 
1937 · 
1938 · 
1939 · 
1940 ·
1941 ·
1942 ·
1943 ·
1944 ·
1945 ·
1946 ·
1947 · 
1948 · 
1949 · 
1950 · 
1951 · 
1952 · 
1953 · 
1954 · 
1955 · 
1956 · 
1957 · 
1958 · 
1959 · 
1960 · 
1961 · 
1962 · 
1963 · 
1964 · 
1965 · 
1966 · 
1967 · 
1968 · 
1969 · 
1970 · 
1971 · 
1972 · 
1973 · 
1974 · 
1975 · 
1976 · 
1977 · 
1978 · 
1979 · 
1980 · 
1981 · 
1982 · 
1983 · 
1984 · 
1985 · 
1986 · 
1987 · 
1988 · 
1989 · 
1990 · 
1991 · 
1992 · 
1993 · 
1994 · 
1995 · 
1996 · 
1997 · 
1998 · 
1999 · 
2000 · 
2001 · 
2002 · 
2003 · 
2004 · 
2005 · 
2006 · 
2007 · 
2008 · 
2009 · 
2010 · 
2011 · 
2012 · 
2013 · 
2014 · 
2015 · 
2016 · 
2017 · 
2018 · 
2019 ·
2020 · 
2021 · 
2022 · 
2023 · 
2024 · 
2025